# Bílá labuť

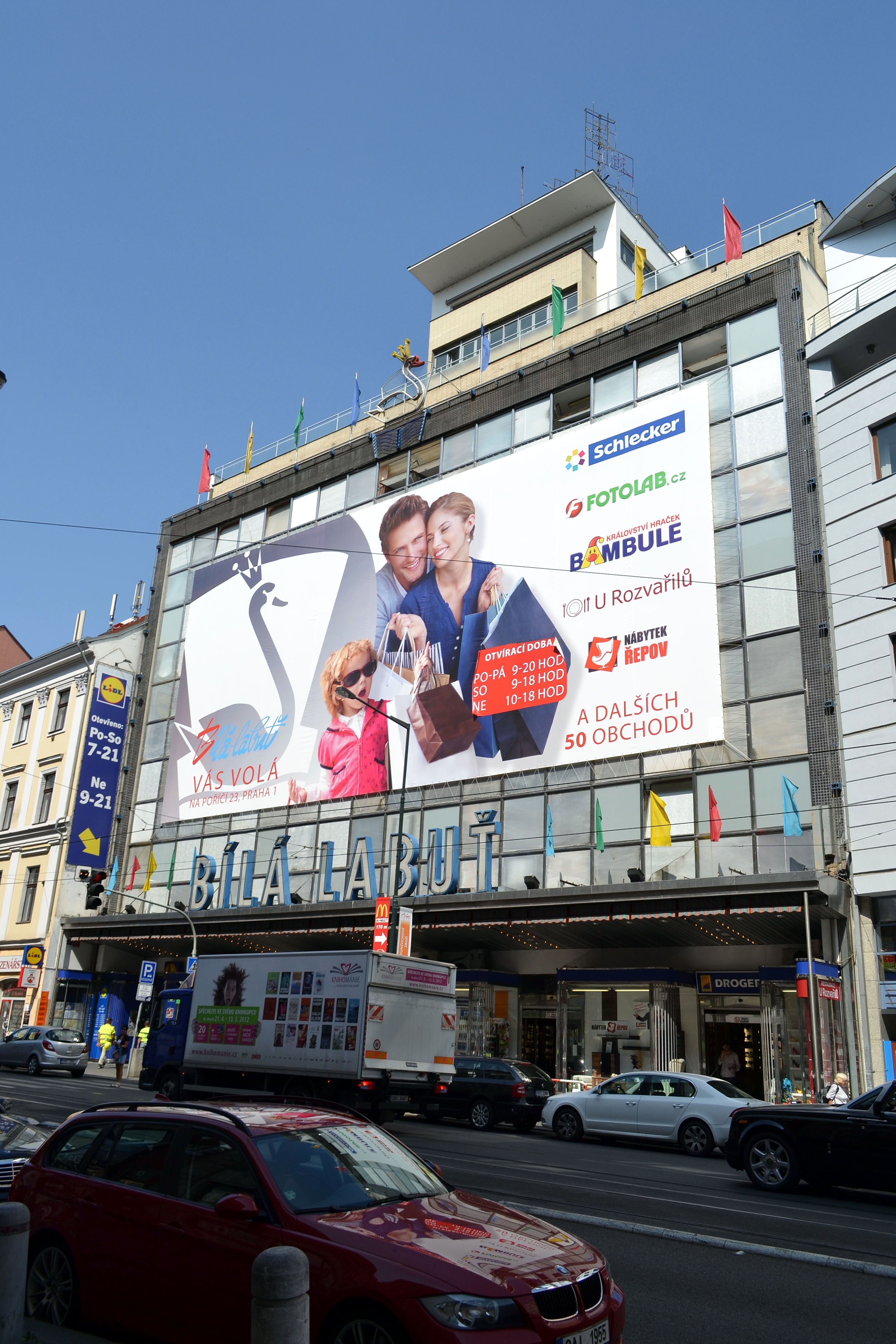
Obchodní dům Bílá labuť v ulici Na Poříčí

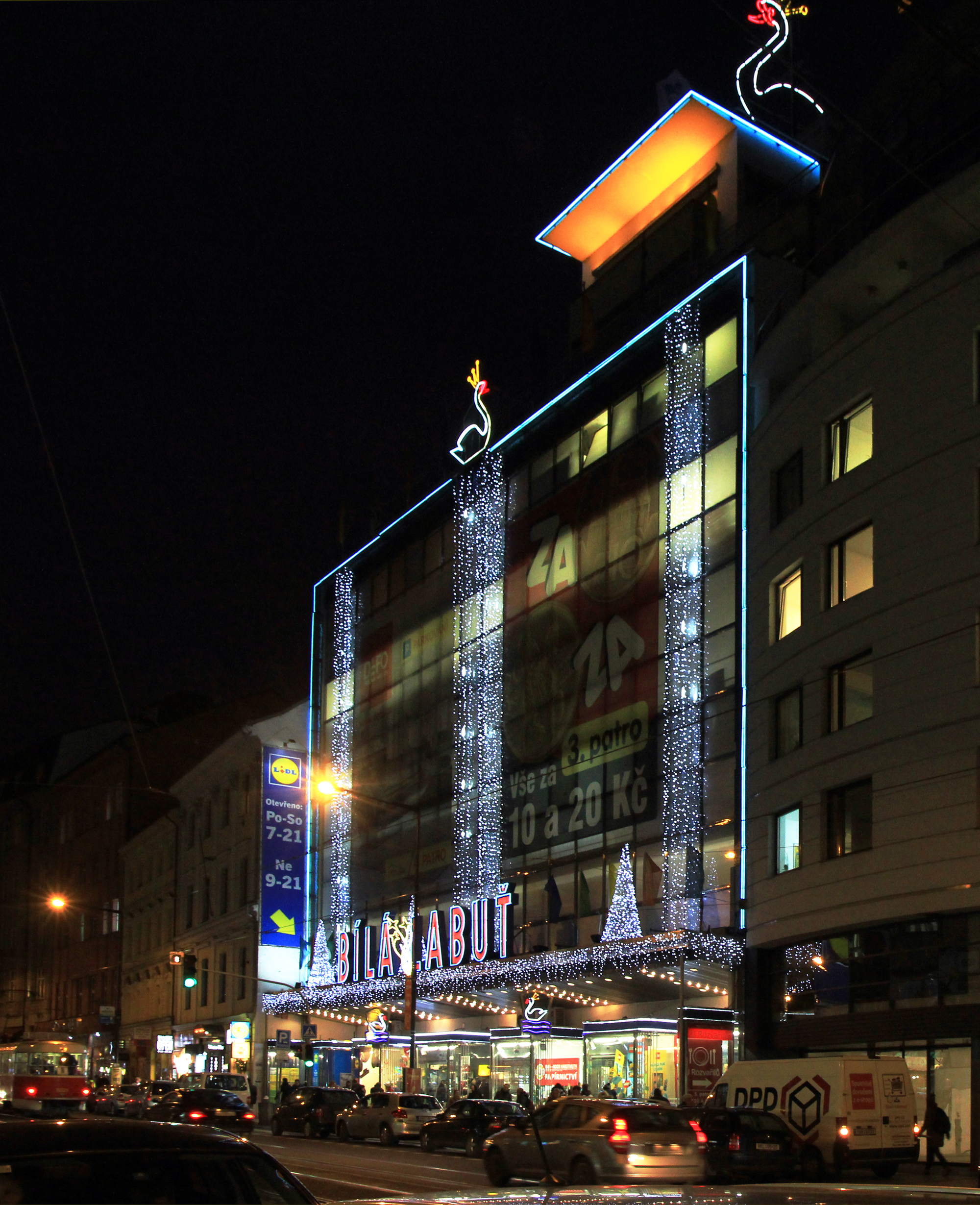
Vánoční výzdoba 2014

Bílá labuť je obchodní dům v ulici Na Poříčí v Praze na Novém Městě, u Petrské čtvrti. V době svého otevření v roce 1939 byl největším a nejmodernějším obchodním domem ve střední a východní Evropě. Dům je zapsán na seznamu kulturních památek.

## Historie
V místě obchodního domu kdysi stávaly budovy zájezdního hostince a pivovaru, pojmenované podle jedněch z dřívějších majitelů „U Podušků“. Postupem času byly tyto budovy s hostincem přejmenovány na hostinec U bílé labutě, který měl ve znamení na průčelí fasády sošku labutě. 

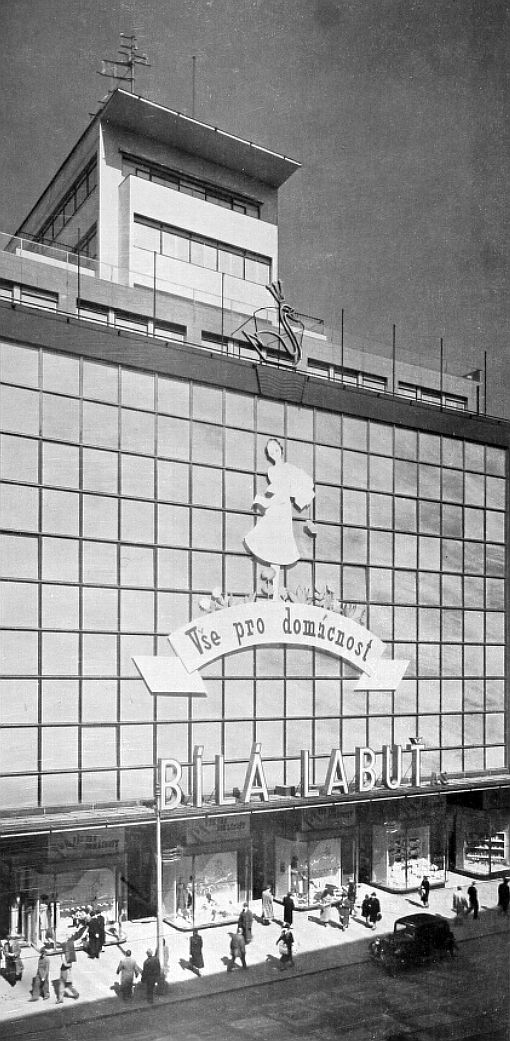
Bílá labuť (1938)

Tyto budovy U bílé labutě koupil ve 30. letech minulého století spolumajitel obchodního domu Brouk a Babka v Praze na Letné podnikatel Jaroslav Brouk. Starý hostinec a pivovar nechal zbořit a na jejich místě postavil těsně před druhou světovou válkou obchodní palác, kterému dal jméno Bílá labuť. Tento funkcionalistický obchodní palác byl postaven podle plánů architektů Josefa Kittricha a Josefa Hrubého. Vzorem byla liberecká realizace obchodního domu Brouk + Babka architekta Jana Gillara z let 1935–36; v Bílé labuti byl Gillar autorem interiérů. Obchodní dům s železobetonovou konstrukcí a obestavěným prostorem cca 72 000 m³, celkovou půdorysnou plochou cca 22 000 m² a prodejní plochou 15 000 m² byl největším a nejmodernějším obchodním domem ve střední a východní Evropě. Od samého počátku realizace tohoto podnikatelského záměru bylo snahou majitele i architektů postavit obchodní dům, který svými parametry, technickým pojetím a architekturou snese srovnání s nejvýznamnějšími západoevropskými obchodními domy Wertheim a Karstadt v Berlíně a De Bijenkorf v Rotterdamu.
V celém objektu byla instalována kovová okna, přičemž v prodejních sálech bylo použito unikátních patentních překlápěcích oken systému IPPEN. Uliční průčelí obchodního domu tvořilo samonosné okno o rozměrech 33 x 18 m. Výkladce ve vstupní části do obchodního domu byly obloženy nerezovou ocelí Poldi Anticorro. Veškerá okna v budově byla zasklená sklem Thermolux, které výborně rozptyluje světlo do hlubokých prodejních sálů a přitom tepelně a akusticky izoluje a zabraňuje vnikání přímých slunečních paprsků. Vnitřní komunikace obchodního domu tvořila dvě pevná schodiště. Stupně, podesty i obklady schodnic byly provedeny z umělého mramoru ORLIT. Vertikální komunikace zákazníků byla zajištěna také pěti osobními rychlovýtahy. Senzací bylo také umístění pohyblivého schodiště (eskalátoru) z přízemí do prvního patra, neboť se jednalo o první pohyblivé schodiště ve střední Evropě umístěné uvnitř objektu. Toto pohyblivé schodiště mělo dopravní kapacitu 4 tisíce osob za hodinu. Mezi technické vymoženosti patřily také pneumatické pokladny s 32 sběrnými stanicemi na prodejnách, které byly pomocí speciálního potrubního systému propojeny s ústřední pokladnou. V objektu bylo instalováno ústřední zářivé topení CRITTALL, které současně v letním období zajistilo chlazení pláště objektu vodou čerpanou z vlastních studní. Odpadky byly sváděny skluzem z každého patra přímo na dvůr. V obchodním domě bylo zaměstnáno 500 osob a denní návštěvnost obchodního domu se pohybovala mezi 20 až 30 tisíci osobami.

## Otevření
Obchodní dům Bílá labuť byl slavnostně otevřen dne 19. března 1939. Od tohoto data je obchodní dům v nepřetržitém provozu. Z tohoto důvodu přivítala Bílá labuť po Sametové revoluci 400 000 000. zákazníka.
Při otevření obchodního paláce Bílá labuť v roce 1939 řekl známý pražský novinář:[kdo?] „Bílá labuť, to je více než obchodní palác – je to chrám práce, zboží a lidí, v němž každodenní prodávání byste měli zahájiti hrou na varhany.“
Na střeše budovy byl instalován neonový reklamní poutač zhotovený ve stylizovaném tvaru živé bílé labutě (bílé tělo, červený zobák), který se otáčel a byl za tmy velmi dobře viditelný z mnoha míst v Praze.

## Současnost
Obchodní dům Bílá labuť se již netěší takové oblíbenosti jako tomu bylo v době před vznikem obchodních domů Palladium, Kotva a Máj. Prostory domu nejsou naplno využité a do vyšších pater zavítá jen velmi málo zákazníků. Architektonické kvality domu zakrývá nevhodně umístěná reklama. Tuto skutečnost by měla změnit plánovaná rekonstrukce. Magazín Forbes v září 2019 informoval, že majitel OD Bílá Labuť Oldřich Petráček a jeho společnost Transakta, chce rozsáhlou rekonstrukcí za více než půl miliardy korun vrátit Bílou labuť na výsluní. Deset let mu s tím pomáhalo architektonické studio TaK. Bílá Labuť by se měla proměnit v průchozí galerií a revitalizací by měla projít i přilehlá ulice.

## Obchody
Obchodní dům Bílá labuť je tradičním českým plnosortimentním obchodním domem.
V Bílé labuti se nachází více než 50 obchodních jednotek, včetně supermarketu Lidl na ploše cca 2 000 m², drogerie TETA a restaurace. V obchodním domě Bílá labuť také naleznete prodejny dámské, pánské a dětské módy, obuvi, bytového textilu, papírnictví, elektra, optiky, hraček, domácích potřeb, kuchyňské studio, nábytku atd.

## Služby
V tomto obchodním domě se také nacházejí provozovny služeb, mezi nimi například kadeřnictví, manikúra, pedikúra, masáže, cestovní kancelář, úpravna oděvů, opravna obuvi, kopírovací a tiskařské služby, lázně.